# The Royal Scots (The Royal Regiment)
Ne doit pas être confondu avec Régiment Royal-Écossais ou Royal Regiment of Scotland.
The Royal Scots (The Royal Regiment) était un régiment de la British Army. Il s'agissait du plus ancien régiment d'infanterie des Forces armées britanniques. Depuis 2006, il a été fusionné avec d'autres régiments pour former The Royal Regiment of Scotland.

## Généralité
- Quartier-général du régiment : Édimbourg, Écosse.
- Devise : Nemo Nos Impune Lacessit (Personne ne nous provoque impunément.)

## Historique
Sir John Hepburn leve en 1633, à la demande de Charles Ier, un régiment d’infanterie pour le service de la France à partir des troupes provenant d'Écosse et du reliquat de la Brigade verte de l'armée du roi Gustave Adolphe de Suède qui prend le nom de « régiment Hepburn-Écossais ». Durant la première partie de son histoire, il passe successivement au service de la France (régiment de Douglas) ou de la Grande-Bretagne. Ce fut seulement en 1678 que le régiment The Royal Scots retourne définitivement au service de la Grande-Bretagne.
Au vu de sa date de création, il est considéré comme le plus vieux régiment d’infanterie au sein des forces armées britanniques.
Lors de la restructuration de 1881, The Royal Scots prit le nom de Lothian Regiment (Royal Scots).
Ce fut en 1920 qu’il acquit son nom définitif, c’est-à-dire The Royal Scots (The Royal Regiment).
Au début de la Seconde Guerre Mondiale, le 1er Bataillon était stationné à Aldershot et était intégré à la 4e Brigade d'Infanterie de la 2e Division Britannique et fut déployé en France avec le Corps Expéditionnaire Britannique. En septembre 1939, les deux bataillons de réserve des Royal Scots, le 7/9e et le 8e, furent mobilisés en Écosse. Le 7/9e fut déployé brièvement en France avant la reddition française de 1940, avant d'être retiré. Un 5e bataillon, le 12e, fut alors créé en 1940.
En 1941, le 2e bataillon qui combattait en Asie fut envoyé pour défendre Hong Kong mais à la suite de l'attaque japonaise sur la ville, le 2e se rendit le jour de Noël, après avoir combattu courageusement. Le 12e bataillon, fraichement créé, perdit alors sa dénomination et repris le nom de 2e bataillon en mai 1942.
En 1943 ce bataillon est déployé à Gibraltar avant d'être envoyé pour participer à la Campagne d'Italie. En juin 1945, il est alors redéployé en Palestine puis le long du canal de Suez.
Le 8e bataillon est intégré à la 15e Division (Écossaise) d'Infanterie et débarquera dès le 6 juin en Normandie avant d'effectuer la campagne d'Europe de l'Ouest dans son ensemble.
Le 7/9e est quant à lui partie intégrante de la 52nd (Lowland) Division, entraînée aux combats en montagne et opérations aéroportées. Il sera déployé en octobre 1944 aux Pays-Bas et prit part à la bataille de Scheldt.
En 1949, le 2e bataillon est dissous, laissant ainsi le régiment avec un seul bataillon d'active en place, une première depuis le XVIIe siècle.
Le 7/9e et le 8e bataillon (réserve) sont recréés en 1947, jusqu'en 1961, date à laquelle ils fusionnent pour devenir le 8/9e bataillon.
En 1991, le gouvernement britannique annonça la fusion du Royal Scots et du King’s Own Scottish Borderers. Toutefois, en raison d’une forte opposition populaire, il abandonna le projet.
Durant la même période, The Royal Scots participa à la Première Guerre du Golfe.
En décembre 2004, le ministre de la défense annonça plusieurs modifications dans la structure de l’armée britannique, dont la diminution des bataillons d’infanterie. C’est pourquoi il est prévu courant 2006 que The Royal Scots fusionne avec The King's Own Scottish Borderers afin de devenir The Royal Scots Borderers, 1st Battalion, The Royal Regiment of Scotland.

## Annexe